# Szakáld
Szakáld là một thị trấn thuộc hạt Borsod-Abaúj-Zemplén, Hungary. Thị trấn này có diện tích 11,4 km², dân số năm 2010 là 545 người, mật độ 48 người/km².